# Riachuelo (Corrientes)
Riachuelo es una localidad y municipio de la provincia argentina de Corrientes, ubicada en la Capital, en el extremo noroeste de la provincia, a orillas del río Paraná, a  18 kilómetros al sur de la  Ciudad de Corrientes. 
Su principal vía de acceso es la ruta nacional 12, que la vincula la norte con la ciudad de Corrientes y al sur con Empedrado.

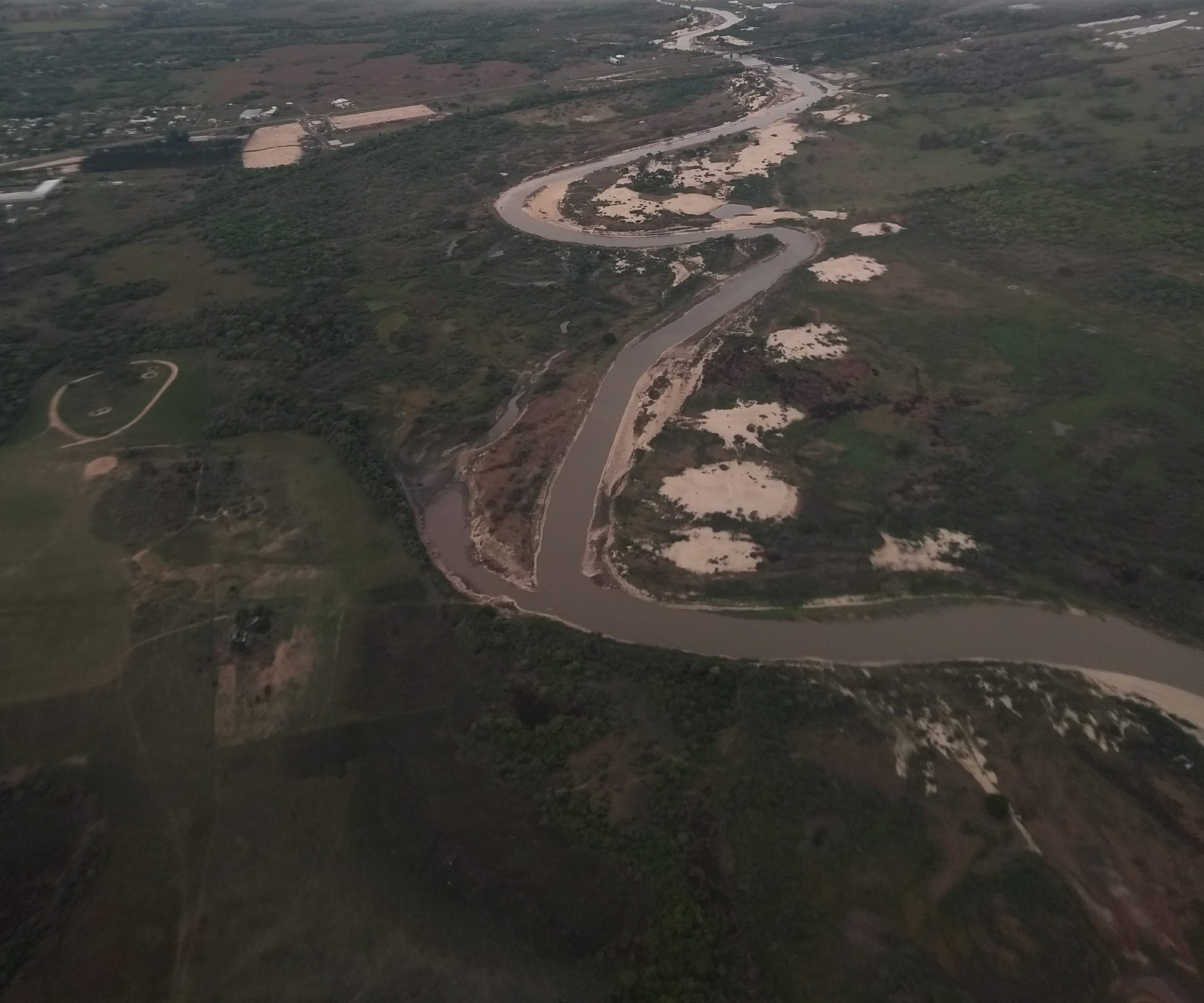
Tramo final del arroyo Riachuelo desde avión comercial en la cercanía del pueblo de Riachuelo.

## Geografía
El área del Barrio Esperanza corresponde al municipio de Corrientes, pero se encuentra en litigio, ya que recibe servicios del municipio de Corrientes y es reclamada por el municipio de Riachuelo en base el decreto-ley N.º 2161/1963 promulgado el 12 de julio de 1963. Otra área que también fue reclamada por Riachuelo, es el del Puente Pexoa y su camping circundante, cuya imagen si bien figura en el escudo del Municipio de Riachuelo, también recibe los servicios de la Capital. Incluyendo ese sector, sus límites son al norte el arroyo Riachuelo (Argentina) hasta el arroyo Pirayuí, desde allí por Arroyo Pirayuí hasta avenida Maipú, siguiendo la ruta provincial N.º 3 hasta su cruce nuevamente con el arroyo Riachuelo. Al sur el arroyo Sombrero. Al este la separan del departamento San Luis del Palmar los límites divisorios de las propiedades de Juana Pavón y Filomeno Soto (al oeste), y herederos de Juana Arce de Lovera (Este), continuando por Arroyo Riachuelo hasta la ruta provincial N.º 3. Al oeste el río Paraná desde el arroyo Sombrero hasta el arroyo Riachuelo.
La vegetación se compone de bosques en galería sobre los arroyos Riachuelo, Sombrerito, Sombrero e Hidalgo; en las zonas altas se hallan bosques subtropicales compactos, en las zonas más planas hay relictos de antiguos montes y pastizales altos; en las zonas más bajas malezales que permanecen inundados en épocas lluviosas.
El municipio abarca más de 200 km², e incluye también la localidad de San Cayetano; otros asentamientos, poblaciones rurales son San Judas, Once Leones, Santa Magdalena, San Ramón, Cañada Quiroz, Paso Pessoa, Lourdes, Santa Margarita, Rincón Roa, Frigorífico, entre otros.
Con San Cayetano, Riachuelo también tuvo un litigio de importancia, ya que tras la última reforma de la constitución provincial del año 2007, se suprimió la categorización de municipios, por lo que todos pasaban a tener derechos similares de cara al reparto de coparticipaciones. A su vez, el artículo 217 habilitaba a aquellas poblaciones que superaban los 1000 habitantes, a solicitar su conversión en municipios obteniendo su propia autonomía. Teniendo en cuenta estas alternativas y alegando contar con 1400 habitantes entre sus áreas urbana y rural tras el último censo realizado en el año 2010, San Cayetano presentó ante la Legislatura provincial el proyecto de creación del Municipio de San Cayetano, en un área que incluía entre otras cosas, al camping Puente Pexoa. Esta presentación fue protestada por Riachuelo, quienes alegaron que la población del centro cívico de San Cayetano era de 617 habitantes, lo que iba en contra del citado artículo 217, y que para llegar al número citado de 1400 habitantes, se llevó adelante una anexión inconsulta de barrios y pequeños parajes del municipio riachuelense. Al mismo tiempo, la protesta de Riachuelo incluyó el intento de anexión del terreno donde hoy funciona el Hospital Raúl Ricardo Alfonsín y el área del camping Puente Pexoa, considerado de interés cultural y de identidad, ya que el citado puente se encuentra plasmado en el escudo municipal de Riachuelo.

## Historia
Las tierras de Riachuelo estuvieron entre las primeras entregadas a los pobladores de la recién fundada ciudad de Corrientes. El 11 de junio de 1865 durante la guerra de la Triple Alianza se desarrolló la llamada Batalla del Riachuelo. En 1912, setenta familias de Valencia, España atraídas por la expedición del escritor y político Vicente Blasco Ibáñez, fundaron la colonia Nueva Valencia y se asentaron cultivando hortalizas, naranjos y realizando el primer cultivo de arroz con canales y riego a base de una caldera. El 28 de septiembre de 1940 es declarada municipio.

## Población
Cuenta con 1 965 habitantes (Indec, 2010), lo que representa un incremento del 125% frente a los 873 habitantes (Indec, 2001) del censo anterior.
| Gráfica de evolución demográfica de Riachuelo entre 1991 y 2010 |
|                                                                 |
| Fuente: Censos nacionales del INDEC                             |